# روبرت ستابس
روبرت ستابس هو مجدف كندي، ولد في 4 أبريل 1939 في Ormskirk ‏ في المملكة المتحدة.

## وصلات خارجية
- روبرت ستابس على موقع الاتحاد الدولي للتجديف (الإنجليزية)
- روبرت ستابس على موقع اللجنة الأولمبية الدولية (الإنجليزية)
- روبرت ستابس على موقع أوليمبيديا (الإنجليزية)